# Pedro Enríquez de Acevedo
Don Pedro Enríquez d'Azevedo y Toledo, conte di Fuentes de Valdepero (Zamora, 18 settembre 1525 – Milano, 22 luglio 1610), è stato un generale e politico spagnolo.
Figlio terzogenito di Diego Enríquez de Guzmán, 3º conte di Alba de Liste e di Catalina de Toledo y Pimentel, preferì adottare il cognome e il titolo della moglie dopo il suo matrimonio, celebrato nel 1585 con Juana de Acevedo y Fonseca, prima contessa di Fuentes de Valdepero, nominata tale nel 1572 da Filippo II di Spagna.

## Biografia
Divenne paggio alla corte di Filippo II di Spagna.
Prese parte alle campagne in Portogallo, servendo sotto suo zio, il terzo Duca di Alba, e il 2 agosto 1582 conquistò l'isola di Faial nelle Azzorre. Nello stesso anno, ottenne il comando supremo delle armate spagnole in quel paese.
Nel 1585, fu inviato in Italia, a Torino, per trattare con il Duca di Savoia Carlo Emanuele I e la sposa Caterina Michela d'Asburgo, figlia di Filippo II, in merito al sostegno da dare ai capi della Lega cattolica francese. Nello stesso anno, venne nominato Capitano Generale della cavalleria di Milano, agli ordini dell'allora Governatore di Milano Sancho de Guevara y Padilla, e, nel 1588, fece ritorno in Spagna.
Nel 1589, un anno dopo il disastro dell'Invincibile Armata, come Capitano Generale del Portogallo, difese con successo Lisbona contro una flotta inglese, al comando di Francis Drake e John Norreys, composta in parte di navi della corona inglese ed in parte di navi corsare in cerca di bottino, a sostegno della causa di Antonio, Priore di Crato, aspirante al trono portoghese durante la crisi di successione portoghese.
Nel 1591 venne inviato dal Re nei Paesi Bassi, dove ebbe il compito di assistere, dopo la morte di Alessandro Farnese, Duca di Parma, il suo successore Pietro Ernesto I di Mansfeld e poi Ernesto d'Austria, alla morte del quale fu nominato Governatore Generale (in francese Gouverneur général e in olandese Stadhouder-generaal) dei Paesi Bassi Spagnoli pro tempore.
Nel 1595, nel corso della guerra franco-spagnola (1595-1598), nel contesto delle Guerre di religione francesi e, precisamente dell'ottava guerra di religione, operando sul fronte nord, conquistò Doullens e Cambrai.
Nel 1596, la sua eccessiva severità persuase Filippo II di Spagna a sostituirlo nei Paesi Bassi con l'Arciduca Alberto d'Austria.
Nel 1598, per i suoi meriti, fu nominato da Filippo II di Spagna, Capitano Generale di Spagna, Consigliere di Stato e Guerra e Grande di Spagna.
Nel 1599, concordò un trattato con il Duca di Savoia e favorì la cospirazione del nobile francese Biron.
Nel 1600, Filippo III di Spagna lo nominò Governatore e Capitano Generale di Milano, dove suscitò le diffidenze della nobiltà italiana, specialmente dei veneziani, con le sue politiche e l'uso attivo che faceva dell'esercito. Sotto il suo governo fece erigere il Forte di Fuentes, oggi in rovina, che prese il suo nome dopo la sua morte e venne costruito nel Pian di Spagna, presso Colico, a difesa della frontiera con il Cantone dei Grigioni, protestante.
Nel 1602, si interessò attivamente delle vicende del Marchesato di Finale, organizzando l'intervento delle truppe spagnole.
Il 20 giugno 1602, alla sua presenza e a quella del vescovo di Cremona Cesare Speciano, venne siglato l'accordo tra il duca di Mantova Vincenzo I Gonzaga ed il cugino Francesco Gonzaga, marchese di Castiglione, per la cessione della fortezza di Castel Goffredo a favore di Mantova contro lo scambio delle terre di Medole in favore di Francesco Gonzaga. L'accordo pose fine alla lunga vertenza per la successione della fortezza di Castel Goffredo, avvenuta dopo l'assassinio del marchese Rodolfo Gonzaga, il 3 gennaio 1593.

## Pedro Enríquez de Acevedo in letteratura
Pedro Enríquez de Acevedo viene citato dal Manzoni nel Capitolo I de I promessi sposi, come autore di una delle tante "gride" con le quali si bandivano da Milano i "bravi" e come causa della condanna a morte del duca di Biron, in quanto fu lui a convincerlo a tradire il proprio re Enrico IV: Don Rodrigo apparteneva a questa casata.
(Alessandro Manzoni, I promessi sposi, cap. I, 146-150)

## Albero genealogico
|                                                               |                                                       |                                                              | Genitori                                                   |  |  | Nonni |  |  | Bisnonni                                    |  |  | Trisnonni                                  |  |
|                                                               |                                                       |                                                              |                                                            |  |  |       |  |  | Alfonso Enriquez, II conte di Alba de Liste |  |  | Enrique Enriquez, I conte di Alba de Liste |  |
|                                                               |                                                       |                                                              |                                                            |  |  |       |  |  | Alfonso Enriquez, II conte di Alba de Liste |  |  | Enrique Enriquez, I conte di Alba de Liste |  |
|                                                               |                                                       | María de Guzmán Suárez de Figueroa, signora di Alba de Liste |                                                            |  |  |       |  |  | Alfonso Enriquez, II conte di Alba de Liste |  |  |                                            |  |
| Enrique Enríquez de Guzman                                    |                                                       |                                                              |                                                            |  |  |       |  |  | Alfonso Enriquez, II conte di Alba de Liste |  |  |                                            |  |
|                                                               |                                                       | Juana Perez De Velasco                                       | Pedro Fernández de Velasco y Solier, I conte di Haro       |  |  |       |  |  |                                             |  |  |                                            |  |
|                                                               |                                                       | Juana Perez De Velasco                                       | Pedro Fernández de Velasco y Solier, I conte di Haro       |  |  |       |  |  |                                             |  |  |                                            |  |
|                                                               |                                                       | Juana Perez De Velasco                                       | Beatriz Manrique de Lara y Castilla                        |  |  |       |  |  |                                             |  |  |                                            |  |
| Diego Enriquez de Toledo y Guzman, III conte di Alba de Liste |                                                       | Juana Perez De Velasco                                       |                                                            |  |  |       |  |  |                                             |  |  |                                            |  |
|                                                               |                                                       | Enrique de Enríquez y Quiñónes, signore di Orce              | Fadrique Enríquez de Mendoza, conte di Melgar e Rueda      |  |  |       |  |  |                                             |  |  |                                            |  |
|                                                               |                                                       | Enrique de Enríquez y Quiñónes, signore di Orce              | Fadrique Enríquez de Mendoza, conte di Melgar e Rueda      |  |  |       |  |  |                                             |  |  |                                            |  |
|                                                               |                                                       | Enrique de Enríquez y Quiñónes, signore di Orce              | Teresa Fernández de Quiñones y Toledo                      |  |  |       |  |  |                                             |  |  |                                            |  |
| Teresa Enríquez, signora di Cortes                            |                                                       | Enrique de Enríquez y Quiñónes, signore di Orce              |                                                            |  |  |       |  |  |                                             |  |  |                                            |  |
|                                                               |                                                       | María de Luna                                                | Pedro de Luna, signore di Fuendidueña                      |  |  |       |  |  |                                             |  |  |                                            |  |
|                                                               |                                                       | María de Luna                                                | Pedro de Luna, signore di Fuendidueña                      |  |  |       |  |  |                                             |  |  |                                            |  |
|                                                               |                                                       | María de Luna                                                | Elvira García de Herrera y Ayala                           |  |  |       |  |  |                                             |  |  |                                            |  |
| Pedro Enríquez de Acevedo, I conte di Fuentes                 |                                                       | María de Luna                                                |                                                            |  |  |       |  |  |                                             |  |  |                                            |  |
|                                                               | Fadrique Álvarez de Toledo y Enríquez, II duca d'Alba | García Álvarez de Toledo y Carrillo, I duca d'Alba           |                                                            |  |  |       |  |  |                                             |  |  |                                            |  |
|                                                               | Fadrique Álvarez de Toledo y Enríquez, II duca d'Alba | García Álvarez de Toledo y Carrillo, I duca d'Alba           |                                                            |  |  |       |  |  |                                             |  |  |                                            |  |
|                                                               | Fadrique Álvarez de Toledo y Enríquez, II duca d'Alba | María Enríquez de Quiñones                                   |                                                            |  |  |       |  |  |                                             |  |  |                                            |  |
| García Álvarez de Toledo y Zúñiga, III marchese di Coria      | Fadrique Álvarez de Toledo y Enríquez, II duca d'Alba |                                                              |                                                            |  |  |       |  |  |                                             |  |  |                                            |  |
|                                                               |                                                       | Isabel de Zúñiga y Pimentel, contessa di Siviglia            | Álvaro Pérez de Zúñiga y Guzmán, I duca di Béjar e Arévalo |  |  |       |  |  |                                             |  |  |                                            |  |
|                                                               |                                                       | Isabel de Zúñiga y Pimentel, contessa di Siviglia            | Álvaro Pérez de Zúñiga y Guzmán, I duca di Béjar e Arévalo |  |  |       |  |  |                                             |  |  |                                            |  |
|                                                               |                                                       | Isabel de Zúñiga y Pimentel, contessa di Siviglia            | Leonor Pimentel y Zúñiga                                   |  |  |       |  |  |                                             |  |  |                                            |  |
| Catalina Álvarez de Toledo Pimentel                           |                                                       | Isabel de Zúñiga y Pimentel, contessa di Siviglia            |                                                            |  |  |       |  |  |                                             |  |  |                                            |  |
|                                                               |                                                       | Rodrigo Alonso de Pimentel Quiñones, I duca di Benavente     | Alonso de Pimentel y Enríquez                              |  |  |       |  |  |                                             |  |  |                                            |  |
|                                                               |                                                       | Rodrigo Alonso de Pimentel Quiñones, I duca di Benavente     | Alonso de Pimentel y Enríquez                              |  |  |       |  |  |                                             |  |  |                                            |  |
|                                                               |                                                       | Rodrigo Alonso de Pimentel Quiñones, I duca di Benavente     | María Virgil de Quinones Toledo                            |  |  |       |  |  |                                             |  |  |                                            |  |
| Beatriz Pimentel Pacheco                                      |                                                       | Rodrigo Alonso de Pimentel Quiñones, I duca di Benavente     |                                                            |  |  |       |  |  |                                             |  |  |                                            |  |
|                                                               |                                                       | María Luisa Pacheco Portocarrero, VII signora di Moguer      | Juan Pacheco, I marchese di Villena                        |  |  |       |  |  |                                             |  |  |                                            |  |
|                                                               |                                                       | María Luisa Pacheco Portocarrero, VII signora di Moguer      | Juan Pacheco, I marchese di Villena                        |  |  |       |  |  |                                             |  |  |                                            |  |
|                                                               |                                                       | María Luisa Pacheco Portocarrero, VII signora di Moguer      | María Portocarrero Enríquez, VI signora di Moguer          |  |  |       |  |  |                                             |  |  |                                            |  |
|                                                               |                                                       | María Luisa Pacheco Portocarrero, VII signora di Moguer      |                                                            |  |  |       |  |  |                                             |  |  |                                            |  |